# Upogebia omissa
Upogebia omissa är en kräftdjursart som beskrevs av Gomes Corrêa 1968. Upogebia omissa ingår i släktet Upogebia och familjen Upogebiidae. Inga underarter finns listade i Catalogue of Life.